# René Zosso
René Zosso, né le 15 avril 1935 à Genève et mort le 31 juillet 2020, est un vielleur et chanteur suisse, spécialiste de la musique médiévale.

## Biographie
Il naît le 15 avril 1935 à Genève, d'un père suisse, qui meurt alors qu'il n'a que huit mois, et d'une mère arménienne.
René Zosso découvre la vielle en voyant le célèbre duo composé par Jules Devaux et Édith Montardon (dite « la Marie »), originaires du Berry, qui jouent à une terrasse d'un bistrot à Lausanne. Il participe à son premier stage de vielle à roue, vers 1961, à Poitiers, sous l'enseignement de Georges Simon.
Contrairement à l'idée énoncée que la vielle est un instrument qui accompagne la danse, René Zosso l'utilise, dès ses débuts, pour le chant, pour poser la voix sur les bourdons. De là, une éternelle quête de la modalité et l'étude des répertoires anciens.
Il collabore avec de nombreux compositeurs et musiciens, notamment avec René Clemencic, Anne Osnowycz, Christian Clozier, Françoise Barrière, Pierre Sauvageot, Alain Savouret, Gérard Zuchetto, et également, comme récitant, avec Jordi Savall.
Il meurt le 31 juillet 2020 à l'âge de 85 ans.

## Discographie
- René Zosso chante & vielle : « Je chante pour passer le temps » - [récital solo] - vinyle 1968 - Le Chant du Monde LDX 74356

René Zosso & Anne Osnowycz
- Musique à bourdon du Moyen Âge et du folklore français - [récital en duo] - vinyle 1979 Harmonia Mundi HM1019, réédition en CD 1992: Florilège de la vielle à roue  HM3901019
- La Mare de Déu, laudes de Célestin V, chansons religieuses - [récital en duo] - 2010 -  Tròba Vox TR024

Avec René Clemencic et le Clemencic Consort
- Troubadours - Cantigas de Santa Maria, - 6 vinyles 1976, réédition 4 CDs 1995 - Harmonia Mundi HMX 2901524-27
- Le Roman de Fauvel, vinyle 1976, réédition CD 1992 - Harmonia Mundi HMA190994
- Carmina Burana (originaux du XIIIe s), 5 vinyles 1975, réédition 3 CDs 1990 - Harmonia Mundi HMA 190336-38
- Carmina Burana (originaux du XIIIe s), version du concert : 2009 - OEHMSclassics OC 635
- La Fête de l'Âne, 1980 - Harmonia Mundi HMC 901036
- Guillaume de Machaut, La messe de Nostre Dame, 2001 - ArteNova 74321 85289

Avec l'Ensemble Micrologus - Patrizia Bovi
- Cantigas de Santa Maria, 1990 -Quadrivium SCA 014

Avec Lucidarium - Avery Gosfield - Francis Biggi
- Le droict Chemin : dévotion populaire au temps de la Réforme, 2000 - L’Empreinte Digitale ED 13126

Avec Compagnia Hora decima - Francesco Zimei,
- O amor de povertate - Canti francescani del XIII secolo, - 2002 - MultimediaSanPaolo MCD 131

Avec Hesperion XXI - Jordi Savall
- Estampies et Danses royales, 2008 AliaVox AV 9857
- "Le Royaume oublié, la Tragédie cathare", [récitant] - 2009 - AliaVox AVSA 9873 A/C
- "Jeanne d'Arc, Batailles et Prisons", [récitant] - 2011 - AliaVox AVSA 9891 A+B
- Erasmus von Rotterdam. Éloge de la Folie [récitant] - 2002 - AliaVox AVSA 9895 A/F

Participations
- G. de Machaut, La Messe de Nostre Dame - 1969 - Archiv Produktion 2533054
- Antonio Vivaldi, 6 sonates « Il Pastor fido », - 1972 - Archiv Produktion 2533117
- Tanzmusik des Hochbarock - 1974 - Ulsamer Collegium, Archiv Produktion 2533172
- Freut euch des Lebens, Das Musikleben in Zürich 1765-1812 - 1978 - JecklinDisco 546
- Burg Waldeck Festival 1967 Chanson Folklore International, - vinyle 1968 - Xenophon X-5002 LPST
- Anthologie de la chanson française sous la direction de Marc Robine, 1994 - EPMmusique VC 99-1 à 14 - René Zosso intervient sur les CDs 1 et 4 (et sur le 15 envoyé en bonus dans le coffret complet avec le livre des paroles et musiques) (Participation d’Anne Osnowycz) - EPMmusique 188 boulevard Voltaire 75011 Paris
- Chansons populaires recueillies dans les Alpes françaises - Savoie et Dauphiné, d'après le livre de Julien Tiersot, 2004 Atlas sonore Rhône-Alpes no 14
- La Tròba, Anthologie chantée des Troubadours (XIIe & XIIIe siècles), sous la direction de Gérard Zuchetto [les 250 chansons dont la mélodie nous est parvenue, en 22 CDs] - 2006 -2011 - 5 coffrets TRÒBA VOX TRO 15 (CDs 1 à 4), TRO 16 (CDs 5 à 8), TRO 17 (CDs 9 à 13), TRO 25 (CDs 14 à 19), TRO 27 (CDs 20 à 22). René Zosso participe aux CDs 13, 14, 15, 17, 19, 21, 22[2]
- René Clemencic Musica Antiqua: De 1966 à 2005, dans la Brahmssaal du Musikverein de Vienne, René Clemencic, à la tête du Clemencic Consort, a réalisé 152 programmes de musique ancienne (Moyen Âge, Renaissance et période baroque). René Zosso a participé à 13 d’entre eux et Anne Osnowycz à 4. Ce livre, illustré, donne pour chaque concert : le programme, la distribution et une notice (en allemand) + 2 CDs
- Evensteven - I. Imer, S. Roberts, U. Wäckerle - vinyle,1974 - Zytglogge 206 SLP-30-556
- Guilhem de Peire sur le chemin de Saint-Jacques de Compostelle [récitant] - musique (Michel Risse, Pierre Sauvageot) du spectacle (Claude Moreau, Marc Censi) de Rodez (F) - 1992 - SEMGR 9201
- Chapeau Cornu, reflets du stage - vinyle 1972 - Prodisc PS 3733
- 30 Jahre Drehleier- und Dudelsackfestival Lißberg (D)-  vinyle 2003 - KAPPErecords
- That’s all folk ! Anthologie de la musique folk 1968-1983 - 1997 Le Chant du Monde CML 5741015-16

Musique électro-acoustique
- Françoise Barrière: « Cordes-ci, cordes-çà » + Christian Clozier  (violon) - GMEB de Bourges, 1972 - vinyle, EMI 2 C 053-12112
- Le sixte Livre dit électroacoustique de François Rabelais [récitant], 1995 - Chrysopée électronique LDC 2781105-06 [avec la participation de Anne Osnowycz]

## Pédagogie
Les bourdons de sa vielle ont amené René Zosso a réfléchir à la nature et à l’expression de la modalité dans les mélodies médiévales et traditionnelles en Europe.
De l’un des stages qu’il a menés sur ce sujet a été tiré un DVD de 4 heures, auquel a été décerné un Coup de Cœur Musiques du Monde 2018 de l’Académie Charles Cros :
- Penser modal, une approche théorico-pratique de la modalité occidentale - 2017 - MusTraDem MTD 1747

## Filmographie
- 1978 : Molière ou la Vie d'un honnête homme d'Ariane Mnouchkine : apparition chantée

## «Cé qu'é lainô», la chanson de l'Escalade
Il s'agit du récit de l'attaque des murs de la Genève protestante, tentée par le Duc de Savoie, Charles-Emmanuel 1er le 12 décembre 1602. De ce chant épique en franco-provençal de 68 strophes, les deux premières et la dernière, en forme d'invocation, sont devenues une sorte d'hymne des Genevois, abandonnant la narration de l'« escalade » détaillée par les 65 autres strophes aux caprices de la mémoire. En 2019, avec une participation instrumentale de René Zosso, Claude Barbier a publié un livre-disque donnant le texte franco-provençal intégral de ce récit en partie chanté sur la mélodie originale.
En 2019-20, René Zosso a établi une version en français de ce poème épique, qui était disponible en CD auprès de Zosso.

## Lecture spectaculaire
Antonin Artaud : Van Gogh le suicidé de la société.
En 1947, peu après la visite d'une exposition consacrée à Van Gogh au musée de l'Orangerie et quelques mois avant sa propre mort, Antonin Artaud traite du « cas Van Gogh » dans le Le Suicidé de la société. Dans ce long texte brûlant, à la fois testament littéraire et pamphlet contre la psychiatrie et une société qui, de tout temps, a persécuté les artistes qui la dérangent, Artaud voit les tableaux de Van Gogh de l'intérieur et parle magnifiquement de sa peinture.
De 1987 à 2013, René Zosso fait 17 fois la lecture de ce texte à Genève. La séance du 1er mai fut filmée pour les Archives suisses du Théâtre et était disponible en DVD auprès de Zosso.